# Bibio deceptus
Bibio deceptus är en tvåvingeart som beskrevs av Hardy och Takahashi 1960. Bibio deceptus ingår i släktet Bibio och familjen hårmyggor. Inga underarter finns listade i Catalogue of Life.